# بلدة موندي (ميشيغان)
موندي (بالإنجليزية: Mundy Township, Michigan)‏ هي بلدة تقع بولاية ميشيغان في الولايات المتحدة. تأسست عام 1833، تبلغ مساحتها 93.4 (كم²)، وترتفع عن سطح البحر 253 م، بلغ عدد سكانها 12191 نسمة في عام تعداد الولايات المتحدة 2000 حسب إحصاء مكتب تعداد الولايات المتحدة وتصل الكثافة السكانية فيها 130.8 نسمة/كم2.

## وصلات خارجية
- http://www.mundytwp-mi.gov/
- The US50 - Cities and Towns in Michigan State
- Michigan Cities and Towns, Facts, Map, Flag, Colleges, Government, and More